# Кондратенко Василь Олексійович
Васи́ль Олексі́йович Кондрате́нко (20 грудня 1987 — 17 серпня 2014) — солдат Збройних сил України, учасник російсько-української війни.

## Життєвий шлях
Народився 1987 року в місті Шостка (Сумська область). Єдина дитина в сім'ї, батьки розлучилися, зростав із мамою Світланою Василівною. 2003 року закінчив 9 класів шосткинської ЗОШ № 3. В училищі № 16 2006-го здобув професію муляра-штукатура і лицювальника-плиточника. Майстрував, порався по господарству. У 2006—2007 роках проходив строкову службу в лавах ЗСУ. З 2010 року служив за контрактом, через 3 роки частину розформували, перейшов служити в десантні війська. Брав участь у міжнародних військових навчаннях «Rapid Trident 2010». 2012 року одружився, наступного року відвідав Полтавщину та всю свою родину.
Під час війни — помічник гранатометника, 95-та окрема аеромобільна бригада. У зоні боїв перебував з квітня 2014-го.
17 серпня 2014-го загинув при проведенні штурмовим батальйонним загоном зачистки від терористів Ясинуватої. 17 серпня Василь телефоном привітав дружину з річницею весілля, а у другій половині дня під час бою він дістав тяжке поранення в сонну артерію.
Похований у місті Шостка на Лазарівському кладовищі 21 серпня 2014-го. Без Василя лишились мама, дружина Анна, двоюрідний брат.

## Нагороди та вшанування
За особисту мужність і героїзм, виявлені у захисті державного суверенітету та територіальної цілісності України, вірність військовій присязі під час російсько-української війни, відзначений — нагороджений
- орденом «За мужність» III ступеня (посмертно)
- на будинку в Шостці, в якому він виріс, встановлено пам'ятний знак
- у Шостці відкрито меморіал; на ньому зазначено й ім'я Василя Кондратенка[2]
- Його портрет розміщений на меморіалі «Стіна пам'яті полеглих за Україну» в Києві: секція 3, ряд 1, місце 8.
- Вшановується 17 серпня на щоденному ранковому церемоніалі вшанування українських захисників, які загинули цього дня в різні роки внаслідок російської збройної агресії[3]
- Почесна відзнака виконавчого комітету Шосткинської міської ради (посмертно).